# Японський сцинк
Японський сцинк,  сцинк далекосхідний (Plestiodon latiscutatus) — вид ящірок родини сцинкових (Scincidae). Поширений в Японії та на о. Кунашир (Росія). 

## Опис
Ящірка середнього розміру з пружним щільним тілом до 23 см завдовжки. Довжина тіла від кінчика морди до клоаки (L.) до 80 мм. Хвіст (L.cd.) майже вдвічі  перевищує довжину тулуба з головою: відношення  L./L.cd. складає 0,50—0,64. Хвіст ламкий, здатний до регенерації. 

### Лускатий покрив
Тіло сцинка вкрите гладенькою рибоподібною лускою. Під лускатим покривом залягають кісткові пластинки (остеодерми), завдяки яким тіло сцинка виглядає щільним і пружним на дотик. На голові остеодерми щільно зрощені з кістками черепу. Середні ряди спинної луски трохи розширені. Навколо середини тулуба (Sq.) 24—28 лусок. Спереду клоакальної щілини  2 великих щитка. На нижній поверхні хвоста є 1 поздовжній ряд поперечно розширених щитків. 
Голова вкрита парними і непарними щитками. Міжщелепний щиток відділений від лобно-носового надносовими щитками. Передлобні щитки відділені один від одного лобно-носовим щитком. Надорбітальних щитків 4. Більша частина нижньої повіки вкрита 3—6 непрозорими пластинками. Лобно-тім'яних щитків 2. Позаду тім'яних 1, рідко 2—3 пари розширених загривкових щитків. Верхньогубних щитків звичайно 7. Ушний отвір спереду частково прикривають 2—3 лусочки трикутної форми.

### Забарвлення
Забарвлення верхньої сторони тіла чорно-коричневе із світлими поздовжніми смугами. Присутній яскраво виражений статевий диморфізм та зміна забарвлення в онтогенезі. Хвіст яскраво-синій, біля основи зелений. У віці 4 років відбувається поступова зміна забарвлення. Блакитні лінії тьмяніють, у самок з'являються широкі коричневі смужки, що розташовані вздовж хребта, вони знебарвлюються і зникають у середній частині тулуба. Горло самців має червоний колір, який, переходячи на черево, поступово втрачає інтенсивність й зникає біля основи хвоста. Пропадає лаковий блиск, характерний для кольору статевонезрілих особин. Дорослі самці стають оливково-сірими з широкою темною смугою з боків.

## Поширення
Вузькоареальний вид, поширений в Японії та на о. Кунашир (Росія). Відомості щодо знахідок сцинка в Хабаровському та Приморському краях Росії потребують підтвердження. 

## Особливості біології
Населяє листяні ліси, узлісся хвойних лісів, піщані горби з рідкою рослинністю уздовж узбережжя моря та інших водойм. Найчастіше трапляється на ділянках із кам'янистими та глинистими ґрунтами, де місцями досягає значної чисельності (до 1 особини на 10 м²). Активний вдень. Після зимової сплячки з'являється в травні. На зимівлю уходить у другій половині вересня.
Сцинк далекосхідний належить до яйцекладних ящірок. Парування відбувається в травні — на початку червня. У листі влаштовує своє кубло. У липні самиця відкладає до 6 яєць. Новонароджені ящірки 70 мм завдовжки з'являються наприкінці липня.
Харчується комахами і дрібними безхребетними, зокрема  прямокрилими, жуками, гусінню, цикадками, мухами, бокоплавами та ін.

## Охорона
Стан більшості природних популяцій виду в межах ареалу залишається більш-менш стабільним. Саме тому він, згідно Червоного списку МСОП, отримав охоронний статус «відносно благополучний вид». Сцинк далекосхідний як ендемічний вид занесений до Червоної книги Росії.